# Cricotopus laricomalis
Cricotopus laricomalis är en tvåvingeart som beskrevs av Edwards 1932. Cricotopus laricomalis ingår i släktet Cricotopus och familjen fjädermyggor. Arten är reproducerande i Sverige. Inga underarter finns listade i Catalogue of Life.